# 3809 Amici
3809 Amici è un asteroide della fascia principale. Scoperto nel 1984, presenta un'orbita caratterizzata da un semiasse maggiore pari a 2,6941350 UA e da un'eccentricità di 0,1047081, inclinata di 6,55157° rispetto all'eclittica.

## Curiosità
L'asteroide è dedicato al matematico italiano Giovanni Battista Amici.